# Park Young-chul
Park Young-Chul (né le 14 avril 1954) est un judoka sud-coréen. Il participe aux Jeux olympiques d'été de 1976 dans la catégorie des poids moyens et remporte la médaille de bronze.

## Palmarès

### Jeux olympiques
- Jeux olympiques de 1976 à Montréal,  Canada
  -  Médaille de bronze.